# Le Perréon
Le Perréon es una comuna francesa situada en el departamento de Ródano, de la región de Auvernia-Ródano-Alpes. Pertenece a la comunidad de aglomeración Villefranche-Beaujolais-Saône.

## Demografía
| 759 | 785 | 815 | 831 | 901 | 1 020 | 1 340 | 1 475 |
| Para los censos de 1962 a 1999 la población legal corresponde a la población sin duplicidades (Fuente: INSEE [Consultar]) |     |     |     |     |       |       |       |